# John Griffin Carlisle
John Griffin Carlisle (Kenton megye, 1834. szeptember 5. – Manhattan, 1910. július 31.) az Amerikai Egyesült Államok szenátora (Kentucky, 1890–1893).